# 第60回天皇杯全日本サッカー選手権大会
第60回天皇杯全日本サッカー選手権大会（だい60かいてんのうはいぜんにほんサッカーせんしゅけんたいかい）は、1980年（昭和55年）12月4日から1981年（昭和56年）1月1日まで開かれた天皇杯全日本サッカー選手権大会である。

## 概要
- 本大会出場は30チーム。60回記念大会として出場枠を2増し、日本サッカーリーグ2部の首位チームと総理大臣杯全日本大学サッカートーナメントの優勝チームが協会推薦された。

## 出場チーム

### 日本サッカーリーグ1部
- 東洋工業（29回目）
- 新日本製鐵（24回目）
- 古河電工（17回目）
- 日立製作所（16回目）
- 三菱重工（16回目）
- ヤンマー（13回目）
- フジタ工業（9回目）
- 読売クラブ（6回目）
- ヤマハ発動機（4回目）
- 日産自動車（3回目）

### 協会推薦
- 富士通（3回目）
- 法政大学（9回目）

### 北海道
- 新日鐵室蘭（2回目）

### 東北
- 松島クラブ（初出場）

### 関東
- 筑波大学（9回目）
- 住友金属工業（3回目）
- 駒澤大学（初出場）
- 東芝（初出場）
- 古河千葉（初出場）

### 北信越
- 日精樹脂工業（4回目）

### 東海
- 本田技研（7回目）
- 藤枝市役所（初出場）

### 関西
- 田辺製薬（8回目）
- 大阪経済大学（4回目）
- 大阪体育大学（3回目）
- 兵庫教員団（初出場）

### 中国
- マツダオート広島（3回目）

### 四国
- 帝人（11回目）

### 九州
- 九州産業大学（7回目）
- 福岡大学（7回目）

## 試合

### 1回戦
- 九州産業大学 2-3 帝人
- 富士通 2(PK8-9)2 大阪経済大学
- 兵庫教員団 0-1 新日本製鐵
- 東洋工業 2-0 福岡大学
- マツダオート広島 2-3 ヤマハ発動機
- 本田技研 2-3 田辺製薬
- 大阪体育大学 0-2 ヤンマー
- 日立製作所 4-1 松島クラブ
- 駒澤大学 2-1 日産自動車
- 法政大学 2-1 藤枝市役所
- 筑波大学 0-1 古河電工
- 三菱重工 3-0 古河千葉
- 新日鐵室蘭 0-3 東芝
- 日精樹脂工業 0-2 住友金属工業

### 2回戦
- 読売クラブ 6-1 帝人
- 大阪経済大学 0-1 新日本製鐵
- 東洋工業 3-2 ヤマハ発動機
- 田辺製薬 1-0 ヤンマー
- 日立製作所 3-1 駒澤大学
- 法政大学 0-3 古河電工
- 三菱重工 3-1 東芝
- 住友金属工業 0-8 フジタ工業

### 準々決勝
- 読売クラブ 3-2 新日本製鐵
- 東洋工業 0(PK3-4)0 田辺製薬
- 日立製作所 0(PK3-1)0 古河電工
- 三菱重工 2-1 フジタ工業

### 準決勝
- 読売クラブ 1(PK3-5)1 田辺製薬
- 日立製作所 1-2 三菱重工

### 決勝
- 田辺製薬 0-1 三菱重工